# Cathédrale Notre-Dame-du-Perpétuel-Secours d'Oklahoma City
Cette  cathédrale n’est pas la seule cathédrale Notre-Dame-du-Perpétuel-Secours.
La cathédrale Notre-Dame-du-Perpétuel-Secours (en anglais : Cathedral of Our Lady of Perpetual Help) est la cathédrale de l'archidiocèse d'Oklahoma City. Elle est dédiée à la Vierge Marie sous le vocable de Notre-Dame du Perpétuel Secours et se trouve à Oklahoma City aux États-Unis.

## Histoire
La paroisse Notre-Dame-du-Perpétuel-Secours est érigée en 1919, dans une ville où les catholiques ne représentent qu'une infime minorité face aux différentes dénominations protestantes. Son premier curé est Mgr Monnot, mis en place le 19 janvier 1919 par l'évêque d'Oklahoma-Tulsa, Mgr Théophile Meerschaert, premier évêque du diocèse. Les messes étaient célébrées auparavant dans le magasin d'un vendeur d'automobiles donnant boulevard Classen. Une structure de bois est élevée en mai 1919 sur la NW 31st Street entre Western and Lake en attendant une église « en dur ». En juin, un terrain est acheté par les paroissiens pour y bâtir une église avec une école paroissiale. 
La construction de l'édifice actuel démarre le 3 juin 1923 et il est terminé en février 1924. La cure est terminée en juillet. Le pape Pie XI élève Notre-Dame-du-Perpétuel-Secours au rang de cathédrale en 1931, remplaçant l'ancienne cathédrale Saint-Joseph devenue trop petite. Le campanile de l'édifice est de style Renaissance florentine.
Une trentaine de familles vietnamiennes fuyant l'arrivée du communisme au Vietnam du Sud arrivent ici en 1975 formant le noyau d'une communauté vietnamienne catholique de plus en plus importante en nombre. La cathédrale est rénovée en 1993 avec un nouvel orgue (W. Zimmer and Sons de Charlotte en Caroline du Nord), un nouveau baptistère, la réfection de l'électricité et de nouvelles extensions.

## Ancien recteur
- Edward Weisenburger (2002-2012)

## École paroissiale
L'école paroissiale ouvre en septembre 1919 avec 90 élèves répartis en douze classes. Trois sœurs de la Charité, résidant dans une maison en face, en assurent alors le fonctionnement. L'école prend le nom de John Carroll en 1932 pour honorer la mémoire du premier évêque citoyen des États-Unis. Une aile est ajoutée en 1939 et un nouveau couvent en 1941, l'ancien abritant aujourd'hui le Mercy Center et servant de maison paroissiale. En 1993, l'école construit un nouveau gymnase et un bâtiment supplémentaire pour des salles de classe.